# Trzeci rząd Valdisa Dombrovskisa

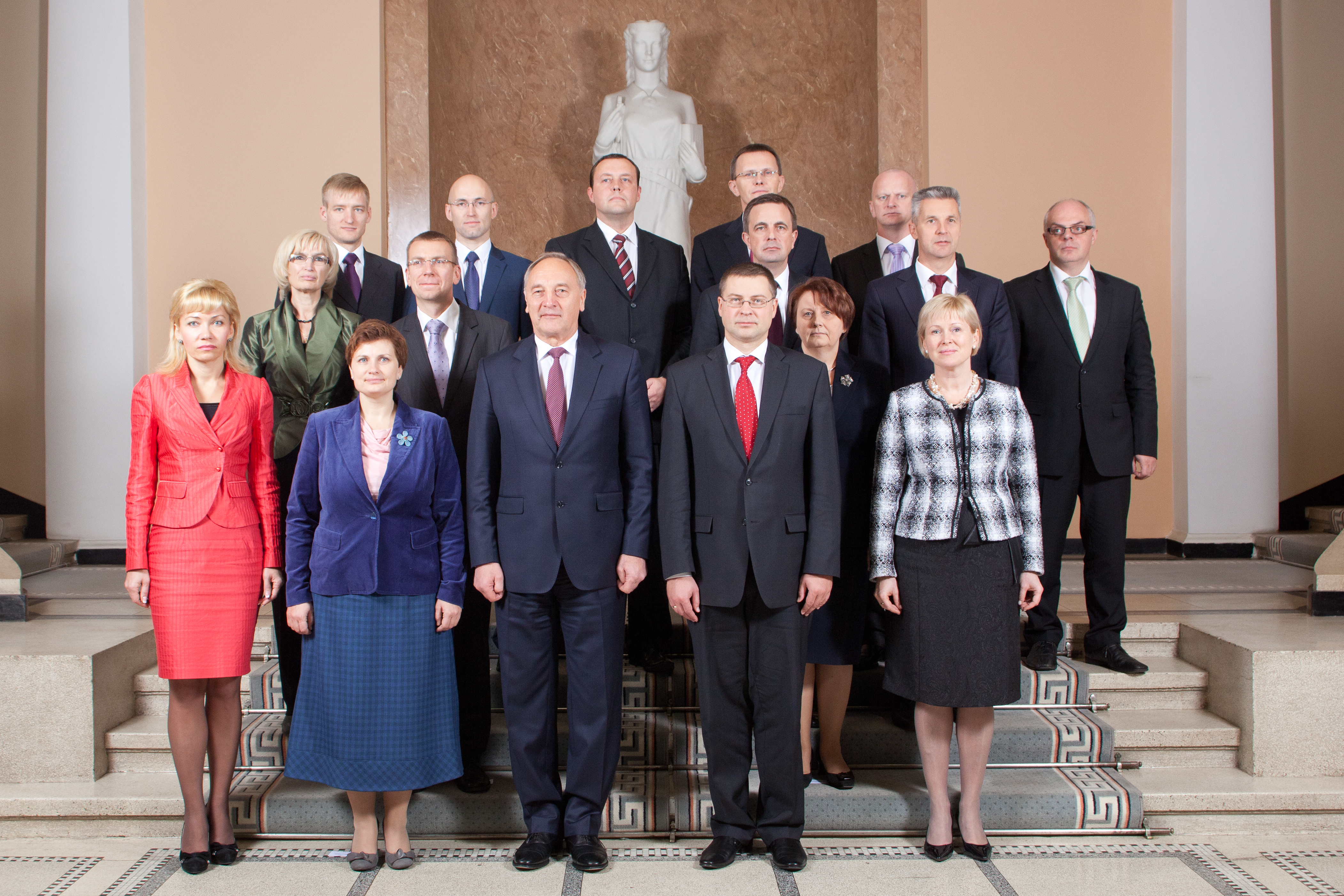
Członkowie rządu w dniu zaprzysiężenia

Trzeci rząd Valdisa Dombrovskisa (łot. Dombrovska 3. Ministru kabinets) – centroprawicowy gabinet koalicyjny rządzący Łotwą od 24 października 2011 do 22 stycznia 2014. Od 27 listopada 2013 gabinet znajdował się w stanie dymisji.

## Historia
Po wyborach parlamentarnych z 2011, w których Jedność i Partia Reform Zatlersa uzyskały łącznie 42 mandaty w Sejmie, rozpoczęły się negocjacje nad powołaniem nowego rządu. Spośród możliwych wariantów (włączenia do rządu Centrum Zgody lub Zjednoczenia Narodowego „Wszystko dla Łotwy!” – TB/LNNK) obie partie wybrały koalicję z drugim z tych ugrupowań. Nowa koalicja dysponowała większością 56 głosów w parlamencie. Ostatecznie podpisano umowę koalicyjną. 19 października 2011 prezydent Andris Bērziņš powierzył misję sformowania nowego rządu dotychczasowemu premierowi Valdisowi Dombrovskisowi. 25 października 2011 Sejm większością głosów zatwierdził trzeci gabinet tworzony przez tego polityka.
W trakcie funkcjonowania gabinetu doszło w nim do szeregu zmian. W czerwcu 2012 do dymisji podał się minister sprawiedliwości Gaidis Bērziņš. Nowym ministrem został Jānis Bordāns. W styczniu 2013 rezygnację z zajmowanego stanowiska ogłosił Aivis Ronis. Dymisja została przyjęta przez premiera. Aivis Ronis pełnił swoją funkcję do początku marca, gdy zaprzysiężono jego następcę. Pod koniec kwietnia 2013 do dymisji podał się minister oświaty i nauki Roberts Ķīlis, w maju 2013 na czele tego resortu stanął Vjačeslavs Dombrovskis We wrześniu 2013 z funkcji zrezygnował Edmunds Sprūdžs. Dymisja została przyjęta przez premiera, ustępujący minister kierował resortem do początku grudnia 2013. Również we wrześniu premier podpisał dymisję Žanety Jaunzeme-Grende. W październiku 2013 Sejm większością głosów zatwierdził Dace Melbārde na stanowisku ministra kultury.
27 listopada 2013 premier Valdis Dombrovskis wraz z całym gabinetem podał się do dymisji w związku z katastrofą budowlaną w Rydze. Do czasu zatwierdzenia nowego rządu Laimdoty Straujumy, do czego doszło 22 stycznia 2014, gabinet pełnił obowiązki konstytucyjnego rządu Łotwy.

## Skład gabinetu
Premier
- Valdis Dombrovskis (Jedność)

Minister obrony narodowej
- Artis Pabriks (Jedność)

Minister spraw zagranicznych
- Edgars Rinkēvičs (Partia Reform)

Minister gospodarki
- Daniels Pavļuts (Partia Reform)

Minister finansów
- Andris Vilks (Jedność)

Minister spraw wewnętrznych
- Rihards Kozlovskis (Partia Reform)

Minister oświaty i nauki
- Roberts Ķīlis (Partia Reform, do 30 kwietnia 2013), Vjačeslavs Dombrovskis (Partia Reform, od 2 maja 2013)

Minister kultury
- Žaneta Jaunzeme-Grende („Wszystko dla Łotwy!” – TB/LNNK, do 16 września 2013), Dace Melbārde („Wszystko dla Łotwy!” – TB/LNNK, od 16 września 2013)

Minister zabezpieczenia społecznego
- Ilze Viņķele (Jedność)

Minister komunikacji
- Aivis Ronis (bezp., do 1 marca 2013), Anrijs Matīss (bezp., od 1 marca 2013)

Minister sprawiedliwości
- Gaidis Bērziņš („Wszystko dla Łotwy!” – TB/LNNK, do 21 czerwca 2012), Jānis Bordāns („Wszystko dla Łotwy!” – TB/LNNK, od 5 czerwca 2012)

Minister zdrowia
- Ingrīda Circene (Jedność)

Minister ochrony środowiska i rozwoju regionalnego
- Edmunds Sprūdžs (Partia Reform, do 1 grudnia 2013)

Minister rolnictwa
- Laimdota Straujuma (Jedność)